# 滦平站
滦平站是一个京通线上的铁路车站，位于河北省承德市滦平县，建于1973年，目前为三等站，邮政编码为068250。目前客运：办理旅客乘降；行李、包裹托运；货运：办理整车、零担货物发到。

## 車站周邊
- 滦平三小
- 中楚假日酒店
- 滦平县地方税务局城区税务分局
- 滦平镇人民政府
- 滦平第一小学
- 滦平中医院
- 滦平县妇幼保健院
- 南园大酒店
- 南山公园

## 歷史
- 建于1973年。